# Raveology
Raveology is een nummer van het Canadese dj-duo DVBBS en het Italiaanse dj-duo Vinai uit 2014.
Het nummer werd een bescheiden succesje in Nederland, waar het de 21e positie haalde in de Tipparade. In Vlaanderen bereikte het de 34e positie in de Tipparade.